# 软叶苓菊
软叶苓菊（学名：Jurinea flaccida）为菊科苓菊属的植物，为中国的特有植物。分布于中国大陆的新疆等地，生长于海拔1,200米至1,710米的地区，一般生长在荒草地或路边，目前尚未由人工引种栽培。

## 别名
软叶茯苓菊（植物研究）